# إيه جي أم-78 القياسي إيه آر أم
إيه جي أم-78 القياسي إيه آر أم (بالإنجليزية: AGM-78 Standard ARM) هو صاروخ مضاد للإشعاعات. تم تطوير الصاروخ لصالح بحرية الولايات المتحدة خلال أواخر الستينيات، من قبل جنرال ديناميكس.

## نظرة عامة
صمم الصاروخ في الأصل لصالح بحرية الولايات المتحدة في أواخر الستينات،
وتمت تصنيعه بشكل كبير ويعود السبب في ذلك إلى القيود الموجودة في صاروخ إيه جي أم-45 شرايك، اللذي عانى من رأس حربي صغير ومدى محدود ونظام توجيه ضعيف. طلب من شركة جنرال ديناميكس صناعة صاروخ إيه آر أم يتم إطلاقه من الجو، من خلال تعديل صاروخ أرض-جو آر آي أم-66 أس أم-1. قلل هذا التصميم بشكل كبير تكاليف التطوير، وبدأت تجارب السلاح الجديد في عام 1967 بعد عام واحد فقط من التطوير. تم إصدار أول صواريخ تشغيلية في أوائل عام 1968.

## روابط خارجية
- USAF Musrem AGM-78 factsheet